# Bricolagem
O termo bricolagem (ou bricolage, do francês) se refere a atividades como montagem, instalação ou reparos feitos por pessoa não especializada, sem a ajuda de serviço profissional e tipicamente para proveito próprio.

## Origem
O conceito surgiu na França após a II Guerra Mundial, não havendo na época fábricas de produtos cotidianos, pois todas as indústrias estavam voltadas para o mundo bélico, armas, uniformes etc. A tradução de bricolage mais próxima seria "biscate, pequeno trabalho, trabalho de amador". Depois de 1945, chegou aos Estados Unidos, com a sugestão "do it yourself" (faça você mesmo). Isso ocorreu devido ao encarecimento da mão de obra e se desenvolveu com a visão dos empresários em perceber este nicho, criando produtos fáceis de serem usados, utilizando embalagens com pouca quantidade e todos com manuais explicativos.

## Antropologia
Em antropologia, bricolagem é a união de vários elementos para formação de um elemento único e individualizado. Um exemplo são as culturas do novo mundo: a bricolagem de várias culturas (norte-americana, europeia, asiática...) para a formação de uma cultura própria e identitária.
Em seu livro 'O Pensamento Selvagem' (1962, tradução para o português em 1976), o antropólogo francês Claude Lévi-Strauss usou o termo bricolagem para descrever uma ação espontânea, além de estender o termo para incluir padrões característicos do pensamento mitológico, o qual não obedece ao rigor do pensamento científico. A razão é que, já que o pensamento mitológico é gerado pela imaginação humana, é baseado na experiência pessoal, sendo gerado pelo surgimento de coisas preexistentes na mente do imaginador. Desse modo, a mitologia descreve o mundo através de narrativas. Num mundo onde há poucas ferramentas linguísticas, se faz necessária a utilização de metáforas e narrativas. Na falta de uma palavra para o "ato sexual", por exemplo, os gregos antigos precisaram lançar mão de toda uma história fantástica para enfim poder dizer "coisas de Afrodite".

## Negócios

### Organização e gestão
Karl Weick identifica que são necessárias as seguintes diretrizes para uma boa organização ligada ao mundo da bricolagem:
- Conhecimento profundo dos materiais
- Observação e escuta cuidadas
- Acreditar nas nossas ideias
- Autocorreção das estruturas, mas com uma segunda opinião

## Dia a dia
A vida em si é uma bricolage de bricolagens, ou seja, nunca sabemos o que vai acontecer no dia seguinte. Devemos usar qualquer utensílio ou ferramenta disponível para sobreviver, o que basicamente define a bricolage, pelas palavras de Lévi-Strauss.
Utensílios para casa
Um clip de papel é um utensílio que pode ser visto quase em toda a parte. Apesar de ser suposto ser usado unicamente para prender papéis, tem-se tornado em esculturas, ou até numa ferramenta para gravar/raspar coisas. Podemos juntar vários e fazer o tipo de um cadeado ou corrente. Por isso, o clip é um belo exemplo de bricolage.
Cozinhar
Cozinhar é um bom exemplo de bricolage no dia a dia. Um cozinheiro amador improvisa novas receitas quando algum dos ingredientes falha ou é escasso.
Comida
A lima ou o limão são um exemplo de bricolage com comida. Normalmente são usados para cozinhar e dar sabor a alguns cozinhados, mas são também usados para limpar. Algumas pessoas usam-nos para limpar as panelas e frigideiras, sendo também um ingrediente activo em produtos de limpeza para casas de banho e superfícies vidradas. Outro uso interessante é em produtos para manutenção capilar.